# Marcona
Marcona es una ciudad minera y portuaria peruana capital del distrito homónimo ubicado en la provincia de Nazca en el departamento de Ica. Es la primera en producción de mineral de hierro en el país por lo que conocida como "Capital del hierro" y "Cuna del pingüino de Humboldt" por la abundancia de esta especie en sus costas. Sus principales industrias son la minería, el comercio y la pesca artesanal. Su puerto es llamado  San Juan de Marcona.

## Símbolos

### Bandera
Aunque Marcona es una ciudad pequeña, su bandera encapsula la rica historia y los elementos esenciales que definen a esta comunidad peruana. A través de sus colores y símbolos, la bandera de Marcona destaca la importancia del mar, la minería y la unidad de su gente, sirviendo como un emblema de su identidad y orgullo local. La bandera de Marcona es un símbolo de orgullo para los habitantes de la ciudad. Se utiliza en eventos cívicos, celebraciones locales y otros actos oficiales para representar la identidad de Marcona. La bandera no solo unifica a la comunidad local, sino que también sirve como un recordatorio de la historia y los recursos que han moldeado la vida en esta ciudad costera.
Colores: Generalmente, la bandera de Marcona incluye colores significativos que representan aspectos importantes de la ciudad. Sin embargo, la disposición y los colores específicos pueden variar según la versión. Es común encontrar los colores azul, blanco y verde, cada uno con un simbolismo particular:
Azul: Representa el mar, ya que Marcona es una ciudad costera conocida por sus playas y la actividad pesquera.
Blanco: Simboliza la paz y la unidad de la comunidad marconeña.
Gris: Representa de manera simbólica la riqueza mineral de la región, especialmente la minería del hierro, que es una actividad económica fundamental para la ciudad. 

### Himno
El himno de Marcona es un homenaje a esta tierra llena de historia y tradiciones, reflejando el orgullo y la riqueza cultural de Marcona. Aunque no se menciona específicamente quién compuso el himno o cuándo se adoptó oficialmente, es evidente que el himno refleja la identidad y el espíritu de la gente de Marcona.
El autor de la letra es el Prof. Alcides Alvarado Huerta.

## Historia
Adquiere relevancia a partir de mediados del siglo XX (año 1953), cuando se inicia la explotación del mineral de hierro en los yacimientos de San Juan de Marcona y la construcción del muelle de embarque en la bahía de San Juan por parte de la minera estadounidense Marcona Mining Company. Sin embargo es importante mencionar que se han encontrado vestigios arqueológicos en las zonas de San Nicolás y San Fernando, lo que hace suponer la presencia de los antiguos peruanos por éstas zonas desérticas.
También se sucedieron numerosos accidentes marinos en San Juan de Marcona, sobresaliendo el naufragio del BAP Rímac (1855), pereciendo más de quinientas personas, logrando sobrevivir sólo unos veinte, entre ellos el escritor peruano Ricardo Palma. Treinta años después naufragó cerca el trasatlántico italiano "Italia", un bergatin nacional se perdió por esa zona a comienzos del siglo XX. 

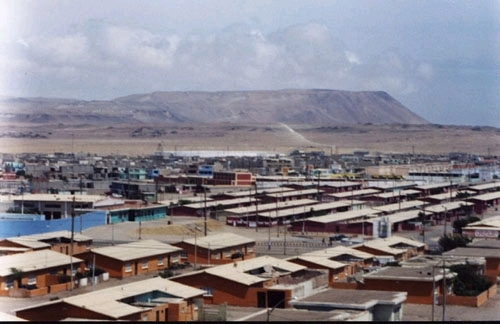
San Juan de Marcona. Vista del sindicato de Obreros, al fondo Estadio Municipal de San Juan de Marcona.

En 1870, el sabio italiano Antonio Raimondi hizo público la existencia de un depósito de hierro en las pampas de San Juan de Marcona. Años más tarde en 1915 se inician las primeras exploraciones en la zona, el lugareño Justo Pastor guio al grupo de ingenieros hacia unas pampas donde se tenía referencia de la existencia de hierro. En 1925 el gobierno del presidente Augusto B. Leguía declara a Marcona Reserva Nacional, para su futura explotación.
En las primeras décadas del siglo XX varios pescadores de las zonas de Pisco y el Callao vienen atraídos por la abundancia de peces y mariscos hacia las bahías de San Nicolás y San Juan, dando inicio a la formación de pequeñas caletas pesqueras.
En el año 1943 el Estado peruano crea la Corporación Peruana del Santa, para la explotación de los recursos del carbón y hierro, el establecimiento de una siderúrgica en Chimbote. Posteriormente ya comprobadas las enormes reservas de hierro en San Juan de Marcona, un grupo de empresas estadounidenses (entre ellas Utah) forman la minera norteamericana Marcona Mining Company, dándose inicio a la formación del pequeño campamento minero alrededor del puerto de San Juan.
A los pocos años de formado, el pequeño campamento va adquiriendo importancia y el 2 de mayo de 1955 mediante ley N° 12314 resuelto por el Congreso de la República del Perú
se crea el distrito de Marcona, desde esa fecha hasta la actualidad se ha hecho notorio el crecimiento urbano de la ciudad de San Juan de Marcona. Para 1961 San Juan de Marcona tenía una población urbana de 7,172 habitantes, en el año 1972 15,831 hab.; en 1981 18,321; en 1990 tenía una población aproximada de 23,000 habitantes; en 1993, 13,253 hab. (nótese claramente una disminución de casi a la mitad de la población); para el 2007 se estima que sobrepase los 15,000 habitantes.
Durante el Gobierno militar del general Juan Velasco Alvarado (1968-1975) se nacionaliza el yacimiento de San Juan de Marcona y se crea la estatal del hierro del Perú, HIERRO PERÚ encargándose por 17 años de la administración, producción y comercialización del mineral de hierro.
En el año de 1992 el Gobierno de Alberto Fujimori privatiza la empresa estatal, la cual es adjudicada a la Corporación Shougang de China, la que hasta la actualidad explota y comercializa el yacimiento y mineral de hierro.

### Terremoto de 1996
El 12 de noviembre de 1996, un Terremoto de 7.1° se produjo en la costa sur del Perú, afectando principalmente a la provincia de Nazca, el norte de Arequipa y la sierra sur de Ayacucho, el epicentro fue localizado a 25 kilómetros al suroeste de la ciudad de San Juan de Marcona, afectando seriamente la infraestructura de las casas y edificios públicos y privados de la localidad, Al día siguiente fue declarado el estado de Emergencia por 60 días en la zona afectada. Asimismo, Bolivia y Chile fueron los primeros países en alcanzar ayuda humanitaria de emergencia para las víctimas y además de otros vuelos trayendo herramientas, frazadas, carpas y abrigos. Dos días después del sismo empezó la remoción y limpieza de escombros, especialmente de las viviendas de adobe, que en su 80 por ciento se derrumbaron.
En los últimos años sucedieron diversos conflictos entre los trabajadores mineros y la transnacional China motivada por los bajos salarios y malas condiciones laborales, situación que se manifiesta cada cierto tiempo.

### Años 2000
En el 2010 se esperó la construcción y el inicio de la industria Petroquímica en San Juan de Marcona, a cargo de 2 empresas calificadas por el Estado peruano para dar inicio al desarrollo petroquímico, las empresas son la estadounidense CF Industries y la Australiana Orica, las cuales producirián fertilizantes, nitrato y amonio. En el 2013 se tiene estimado la operatividad de ambas plantas (todavía en espera) .
Desde 2014 opera la empresa Eólica San Juan de Marcona ( de la empresa española Cobra) que a través de 14 aerogeneradores contribuyen con energía al sistema interconectado nacional del Perú. En marzo del 2016 se puso en marcha el parque Eólico Tres Hermanas de la misma empresa española con 30 aerogeneradores que dan energía limpia al sistema interconectado. Ambos parques eólicos se encuentran a 10 kilómetros al sur de la ciudad de San Juan de Marcona.

## Geografía

### Ubicación
Ubicado en la costa sur del Perú a 530 kilómetros al sur de la ciudad de Lima. Comprendido en el Distrito de San Juan de Marcona, Provincia de Nazca, Región Ica. 
Limita por el norte con la Provincia de Nazca; por el sur con la Provincia de Caravelí (Región Arequipa); por el este con la Provincia de Lucanas (Departamento de Ayacucho) y por el oeste con el Mar de Grau.

### Clima y relieve

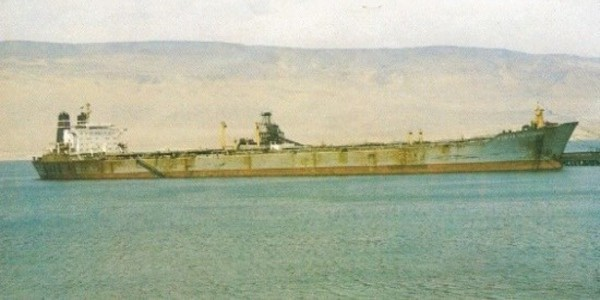
Bahía y puerto de San Nicolás: futuro Megapuerto del Pacífico Sudamericano.

El clima es cálido árido, con escasas precipitaciones. La temperatura máxima supera los 30 °C (enero-marzo) y la mínima de 14 °C en el mes de agosto. La temperatura promedio anual es de 18 °C a 23 °C. Durante cada cambio de estación se producen los fuertes vientos de arena y tierra llamados paracas.
El relieve de San Juan de Marcona se caracteriza por el desierto típico de la costa central y sur del Perú, hallándose mesetas, pampas y altos cerros; ricos en minerales como el hierro y cobre. San Juan de Marcona tiene una gran riqueza marina a lo largo de su litoral; con amplias bahías, ensenadas y puntas, que dan forma a una gran variedad de playas.
| Parámetros climáticos promedio de San Juan de Marcona | Parámetros climáticos promedio de San Juan de Marcona | Parámetros climáticos promedio de San Juan de Marcona | Parámetros climáticos promedio de San Juan de Marcona | Parámetros climáticos promedio de San Juan de Marcona | Parámetros climáticos promedio de San Juan de Marcona | Parámetros climáticos promedio de San Juan de Marcona | Parámetros climáticos promedio de San Juan de Marcona | Parámetros climáticos promedio de San Juan de Marcona | Parámetros climáticos promedio de San Juan de Marcona | Parámetros climáticos promedio de San Juan de Marcona | Parámetros climáticos promedio de San Juan de Marcona | Parámetros climáticos promedio de San Juan de Marcona | Parámetros climáticos promedio de San Juan de Marcona |
| Mes                                                   | Ene.                                                  | Feb.                                                  | Mar.                                                  | Abr.                                                  | May.                                                  | Jun.                                                  | Jul.                                                  | Ago.                                                  | Sep.                                                  | Oct.                                                  | Nov.                                                  | Dic.                                                  | Anual                                                 |
| ----------------------------------------------------- | ----------------------------------------------------- | ----------------------------------------------------- | ----------------------------------------------------- | ----------------------------------------------------- | ----------------------------------------------------- | ----------------------------------------------------- | ----------------------------------------------------- | ----------------------------------------------------- | ----------------------------------------------------- | ----------------------------------------------------- | ----------------------------------------------------- | ----------------------------------------------------- | ----------------------------------------------------- |
| Temp. media (°C)                                      | 22.2                                                  | 22.9                                                  | 22.3                                                  | 20.8                                                  | 18.9                                                  | 17.1                                                  | 15.7                                                  | 15.7                                                  | 16.2                                                  | 17.1                                                  | 18.7                                                  | 20.8                                                  | 19                                                    |
| Fuente: climate-data.org                              |                                                       |                                                       |                                                       |                                                       |                                                       |                                                       |                                                       |                                                       |                                                       |                                                       |                                                       |                                                       |                                                       |

### Hidrografía
El río Santa Lucía (En la quebrada de Jahuay) provee - a través de pozos- de agua potable a toda la ciudad de San Juan de Marcona, el cual tiene sus orígenes en el distrito ayacuchano de Santa Lucía (Provincia de Lucanas) y discurre entre los límites de los departamentos de Ica y Arequipa hasta su desembocadura cerca del distrito de Lomas (Caravelí).

### Ecología
San Juan de Marcona tiene una zona marina reservada: la Reserva de Punta San Juan. Refugios naturales donde se encuentran gran cantidad de lobos marinos, la colonia más numerosa de pingüinos de Humboldt en el Perú y variedad de aves guaneras. Además la Ensenada de San Fernando alberga al guanaco y el cóndor andino, único lugar de la costa donde se encuentran estás especies.

## Economía
En esta ciudad hay un marcado desarrollo comercial debido a la explotación minera existente en la zona. Sobresale la explotación de hierro a gran escala, siendo exportado hacia el mercado internacional.
La pesca es artesanal en la localidad, utilizando embarcaciones menores para las faenas de mar que luego son comercializados dentro de la localidad y ciudades cercanas.

### Yacimiento de hierro de Marcona
San Juan es sede administrativa de la compañía minera China Shougang. Inicialmente fue administrada por la Cía. Minera Norteamericana The Marcona Mining Company, que fue catalogada en su época como pionera de los campamentos mineros en Sudamérica. Fue nacionalizada por el gobierno militar de las fuerzas armadas, liderada por el general EP. Juan Velasco Alvarado, tras el golpe del 3 de octubre de 1968. Durante el gobierno constitucional del arquitecto Fernando Belaúnde Terry, se le denominó Hierro Perú.
La empresa Shougang Hierro Perú es la única productora de hierro a nivel nacional y realiza operaciones en el Distrito de San Juan de Marcona, Provincia de Nazca. De acuerdo a información del Ministerio de Energía y Minas, la empresa ha registrado un incremento sostenido en su capacidad de producción: así, de un nivel promedio de 3,1 millones de toneladas métricas en el período 2000-2003, pasó a un nivel de 5,1 millones en el 2007-2008. Sin embargo, por efectos de la crisis internacional que afectó la demanda mundial de acero y en consecuencia los pedidos de hierro, la producción declinó a 4,4 millones de toneladas métricas en el 2009. En este último año, las exportaciones de hierro de la empresa ascendieron a US$ 298 millones, siendo los principales mercados de destino China (84 por ciento) y Japón (13 por ciento).
De acuerdo a la empresa, las ventajas comparativas de la firma son:
- La mina tiene un alto contenido de hierro, del orden de 47 a 58 por ciento.
- La ubicación de la mina facilita el transporte del mineral a la planta de beneficio a través de una faja transportadora.
- La mina tiene reservas de mineral de hierro probadas y probables por más de 1,65 mil millones de toneladas.
- Cuenta con un puerto propio (muelle de San Nicolás) que le permite recibir barcos de hasta 220 mil toneladas de capacidad.

Según el Ministerio de Energía y Minas, los estudios de impacto ambiental de la empresa referidos al relleno sanitario de San Juan, el incremento de la capacidad de embarque del muelle de San Nicolás, la nueva línea de transmisión y subestación eléctricas, y la ampliación de operaciones en minas, plantas de beneficio e instalaciones auxiliares, se encuentran en etapa de evaluación e implican una inversión conjunta del orden de US$ 1 mil millones.
Por su parte, la Sociedad Nacional de Minería, Petróleo y Energía destaca entre los proyectos de inversión y ampliación de operaciones iniciados entre 2007 y 2008 y culminados en su mayoría en el 2009 por Shougang Hierro Perú, la modernización del cargador de barcos, con una inversión estimada del orden de US$ 18 millones; el nuevo sistema de transferencia de embarque, con una inversión de US$ 37 millones; y los de modernización del proceso productivo en el área de mina y de manejo de relaves de la planta concentradora, con una inversión cercana a US$ 4 millones y US$ 14 millones, respectivamente.
Últimamente se ha producido un incremento de la población surgiendo zonas urbano-marginales a las afueras de la ciudad causando conflictos entre estas poblaciones y la transnacional China Shougang.[cita requerida]

## Cultura

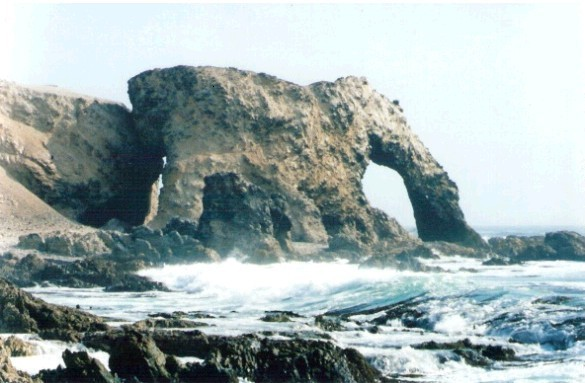
Formación rocosa conocida como el Elefante. Muy cerca naufragó en 1855, el BAP Rímac.

### Turismo
Sobresalen los hermosos paisajes costeros; con espectaculares bahías; impresionantes puntas, además de hermosas y variadas playas que disfrutar en los meses de verano; destacando las playas Los Leones y La Lobera, por mencionar algunas; ideales para el Ecoturismo, sin duda todo un potencial turístico por explotar.
Además, la ciudad de San Juan de Marcona cuentan con hostales donde el viajero y turista pueden alojarse cómodamente (hostales de tres estrellas a más económicos). Restaurantes donde comer de diferentes tenedores y especialidades: pescados y mariscos, platos criollos, pollerias, jugos y pizzas.
Mercado en el centro de la ciudad, tiendas variadas en las avenidas. Consultorios médicos y odontológicos, farmacias.

### Rally Dakar
Durante los años 2012, 2013, 2018 y 2019 el Rally Dakar pasó por territorio peruano, en los dos primeros años en la etapa Nazca la competencia pasó por zonas cercanas a Marcona como la quebrada de Jahuay y la playa Yanyarina (dichas zonas corresponden al distrito vecino de Lomas). En los años 2018 y 2019 la competencia tuvo como etapa Marcona, teniendo su campamento o vivac cerca de la ciudad de Marcona al costado del aeropuerto, lo que generó gran concurrencia de público local y de diferentes lugares del Perú y el extranjero. Durante la etapa de Marcona se recorrieron zonas como Duna Grande, Pampa de Marcona, la quebrada de Jahuay, las playas de Lomas y Peñuelas, las dunas de Acarí y dunas de Tanaka.

### Festividades
- Semana de Marcona: Última semana de abril, día central el 2 de mayo.
- Semana turística de Marcona: Quincena de febrero.

### Gastronomía

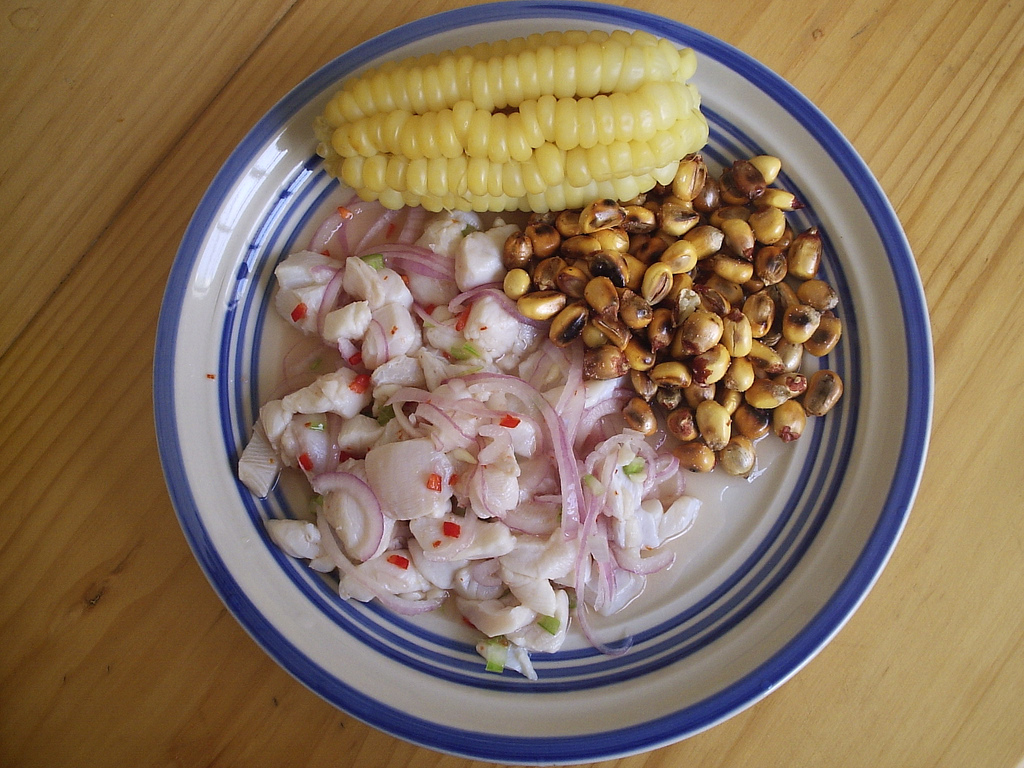
Ceviche.

Posee una rica y exquisita cocina, sobresaliendo los platos típicos a base de pescados y mariscos; como los ceviches en todas sus variedades, parihuelas, jaleas, etc. Destaca también la cocina criolla y andina peruana.  El cochayuyo es un alga marina que contiene altos niveles de proteína y ofrece un conjunto de beneficios y propiedades. Asimismo, destaca su alto contenido en minerales, entre los que nos encontramos con el calcio, magnesio, hierro y sodio. Es un recurso bastante utilizado en la localidad siendo el plato típico del lugar el famoso “picante de cochayuyo” entre otros platos a base de la mencionada alga como: causa rellena en salsa de cochayuyo, picante de lapas, salpicón de cochayuyo, etc.
Durante el período de vendimia (meses de febrero y marzo) parte de la gente suele beber la bebida denominada cachina, que es el zumo de uva fermentada, el cual tiene un sabor agradable y buen grado de alcohol.

### Personas destacadas

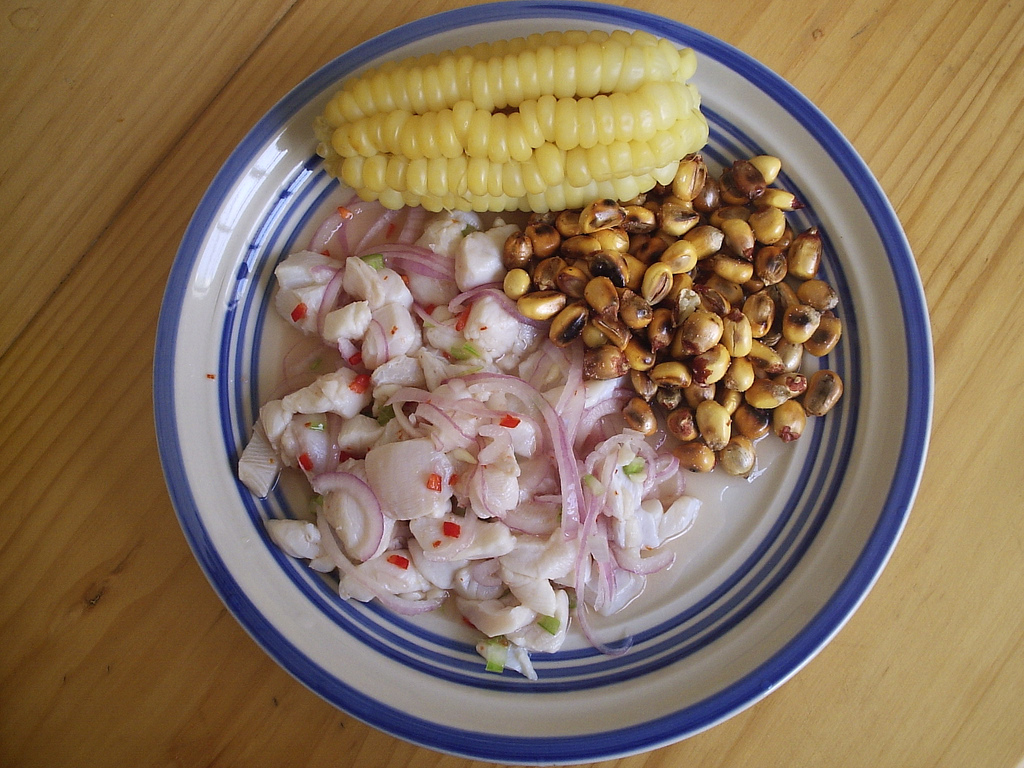
Ceviche

Saúl Cantoral Huamaní
Gabriel Espinoza Márquez
Máximo Cabrera Cisneros
Nery Eleuteria Robles Castro

## Anexos y caseríos
Zona costera
- San Fernando
- San Nicolás
- La Guanera
- Marmolera

Zona de la Panamericana Sur
- La Repartición
- El Cuatro
- Alto Grande

Zona del valle del río Santa Lucía
- Jahuay
- Lagunal Grande
- Lagunal Chico
- La Carbonera
- Llaujipampa

## Pueblos Jóvenes y Asentamientos Humanos
- Túpac Amaru
- Justo Pastor
- Víctor Raúl Haya de la Torre
- San Juan Bautista
- Micaela Bastidas
- Saúl Cantoral
- Villa Hermosa
- 28 de julio
- San Martín de Porres
- Tierra Prometida
- Juan Pablo II
- Ruta del Sol
- Nuevo Amanecer
- El Progreso "Categoría C"
- Villa Verde
- La Esmeralda
- Cerro Colorado
- La Zona San Pedro

## Transporte

### Puertos marítimos
- Puerto de San Juan
- Puerto de San Nicolás

### Aeropuerto
Aeropuerto de San Juan de Marcona, a tres kilómetros de la ciudad, cuya pista de aterrizaje asfaltada, tiene 2,000 metros de longitud por 15 metros de ancho, con posibilidades de ampliación y modernización.

### Carreteras
Acceso a la Carretera Panamericana Sur (km. 483) y Carretera Interoceánica o ruta 026 (40 kilómetros desde el desvío de la Panamericana hasta el puerto de San Juan de Marcona). Carretera afirmada a las diferentes playas de la localidad.
Cerca del aeropuerto hay una carretera abandonada (arenada) que conducía hacia la mina Acarí, el tramo es de aproximadamente 40 kilómetros y llega a conectarse con la carretera Panamericana Sur km 524 (zona de Alto Grande), sería bueno que el Estado o la empresa privada rehabilite dicha vía para que el puerto de San Juan de Marcona se interconecte con la región Arequipa y todo el sur del Perú.

### Buses
San Juan de Marcona cuenta con servicio interprovincial de buses hacia las ciudades de Nazca, Ica, Lima y Arequipa.